# Velodromo di Mori
Il velodromo di Mori è l'unico velodromo omologato in Trentino. Nato come struttura utilizzata per gli allenamenti della squadra di ciclismo moriana, gare regionali, campionati italiani, ospitando anche l'atleta Francesco Moser, è andato via via crescendo, fino ad arrivare ai vertici del ciclismo su pista, è tornato in auge ospitando con un manto nuovo Campionati italiani di ciclismo su pista del 2010.

## Storia
Il Velodromo apre ufficialmente i battenti con le attività giovanili dal 1995 anno nel quale è stato inaugurato con la presenza del poi futuro sindaco di Mori, Sandro Turella, dell’allora presidente dell’S.C. Mori Franco Silli, del responsabile del Centro Pista Mori Lorenzini Gregorio (dirigente federale regionale per 2 mandati 92-2000) e con la supervisione straordinaria della presidenza della federazione regionale nel nome di Gianni Volpe e Giuseppe Zoccante.
Dopo la prima inaugurazione, fino all’anno 2000 sono state organizzate molteplici gare e puntualmente venivano disputati i campionati italiani su pista.
Dopo il 2000 purtroppo con il cambio generazionale e il cambio dirigenza il Centro Pista Mori ha subito un piccolo declino.
Nel 2008 poi sono iniziati problemi legati alla pista: come successo negli anni precedenti, il manto durante l'inverno si era deteriorato e è stato richiesto un contributo provinciale per rifare completamente il manto della pista.  Così, dopo due anni di attesa e di lavoro, nel 2010 è stato nuovamente inaugurato il velodromo, col nuovo manto, che ha consentito il ritorno a Mori dell'attività su pista.

## Il Campionato Italiano
Come ciliegina sulla torta è stato organizzato il campionato italiano giovanile ed assoluto. Un'assegnazione da parte della Federazione Ciclistica Italiana che ha permesso al movimento trentino del ciclismo su pista di ripartire con rinnovato entusiasmo.

## Il Centro Pista Mori
L'organizzazione del velodromo è affidata al Centro Pista Mori, fondato negli anni ‘90 (1995) con responsabile Lorenzini Gregorio e con la presidenza dell’S.C.Mori affidata a Franco Silli.

## S.C. Mori
Attualmente nel velodromo di Mori svolge i suoi allenamenti la Società Ciclistica Mori, che promuove il ciclismo a livello giovanile. Nel 2010 la Società ha conquistato il primo posto nel campionato giovanile della provincia autonoma di Trento e il secondo posto nel campionato regionale giovanile del Trentino-Alto Adige.